# Biville-la-Baignarde
Biville-la-Baignarde är en kommun i departementet Seine-Maritime i regionen Normandie i norra Frankrike. Kommunen ligger i kantonen Tôtes som tillhör arrondissementet Dieppe. År 2022 hade Biville-la-Baignarde 658 invånare.

## Befolkningsutveckling
Antalet invånare i kommunen Biville-la-Baignarde
| Referens: INSEE |